# Котомин, Алексей Антонович
Алексей Антонович Котомин (31.08.1883, Санкт-Петербург — 25.05.1942, Северо-Уральский ИТЛ) — российский и советский инженер, участник плана ГОЭЛРО, строитель многих ГЭС, в том числе и уникальной Дубровской ГРЭС-8, первый энергетик, удостоенный ордена Ленина (1935).

## Биография
Родился в семье потомственного почетного гражданина. Окончил немецкое училище Святой Анны, реальное училище Богинского в 1902 году и стал студентом первого приема электромеханического отделения только что открытого Санкт-Петербургского политехнического института. Окончил институт в 1907 году в числе первых выпускников.
Руководил постройкой судна «Александр Ковалевский» для биологической станции на берегу Баренцева моря. Работал главным механиком Александровского (Пролетарского) завода, заведующим кабельной сетью «Общества электрического освещения 1896 года», В 1911 году руководил монтажом первой в России открытой подстанции в Лахте.
Именно он разработал план электрификации Петроградского района Петербурга, ставший исходным материалом к будущему плану ГОЭЛРО.
С 1918 года — главный инженер «Общества электрического освещения», с 1919 — главный инженер ОГЭС (Объединения государственный электрических станций), технический директор «Петротока» (нынешнего «Ленэнерго»). Руководитель проектирования и строительства подстанций и кабельного кольца для приема энергии Волховской ГЭС, проектировщик расширения ТЭЦ-5 «Красный Октябрь» и Дубровской ГРЭС, Московско-Нарвской и Охтинской ТЭЦ.
Преподаватель Военно-технической академии и Ленинградского политехнического института.
После сдачи в эксплуатацию в 1933 году уникальной Дубровской ГРЭС награжден орденом Ленина (1935 год). Также руководил строительством Среднеуральской ГРЭС. Работал начальником отдела Энергетики строительства Дворца Советов в Москве
29.07.1938 года арестован. Приговорен (ОСО НКВД СССР 12.10.1941, ст. 58-6, 7, 11) к 5 годам ИТЛ. Содержался в Северо-Уральском ИТЛ, где умер 25.05.1942 года.
Извещение о его полной реабилитации вдова А. А. Котомина получила в 1959 году.